# Charles Gabriel Pravaz
Charles Gabriel Pravaz, né le 24 mars 1791 au Pont-de-Beauvoisin (Isère) et mort le 23 juin 1853 à Lyon (Rhône), est un chirurgien orthopédiste français, inventeur de la seringue et non pas de l'aiguille creuse (qui a été inventée par Alexander Wood).

## Biographie
Le père de Charles Gabriel Pravaz est médecin à Pont-de-Beauvoisin. Son instruction initiale est assurée, en même temps que celle de son frère, de 1801 à 1805, par deux oncles, l'un, ancien moine bénédictin, et l'autre ex-Jésuite. Les deux frères entrent ensuite au petit séminaire de Chambéry. En 1809 Charles se rend à Grenoble afin d'étudier les mathématiques. Puis, élève de l'École polytechnique Charles-Gabriel quitte cette école en 1815, à la suite du décès de sa mère de tuberculose, pour se consacrer à la médecine. Il est reçu docteur en 1824, après une thèse consacrée à des  Recherches pour servir à l'histoire de la phtisie laryngée.  En 1825, il est nommé médecin de l'asile royal de la Providence, hospice des vieillards de Paris. La même année il épouse Mlle Gambès, dont l'aïeule maternelle dirige, à Paris, une des premières institutions de demoiselles. Il observe des déviations vertébrales chez des jeunes filles en institution, ce qui décide sans doute de son orientation vers l'orthopédie médicale. Il publie en 1827 une Méthode nouvelle pour le traitement des déviations de la colonne vertébrale. Parallèlement, il transforme l'institution en clinique orthopédique renommée. En 1829, il fonde avec Jules Guérin l'Institut orthopédique du château de la Muette à Passy. Il ouvre en même temps une succursale à Lyon, au pied de la colline Sainte Foy. Après sa séparation avec Guerin, en 1835, il s'installe à Lyon pour prendre la direction de l'Institut orthopédique et pneumatique Bellevue, qui devient la première clinique orthopédique de France.

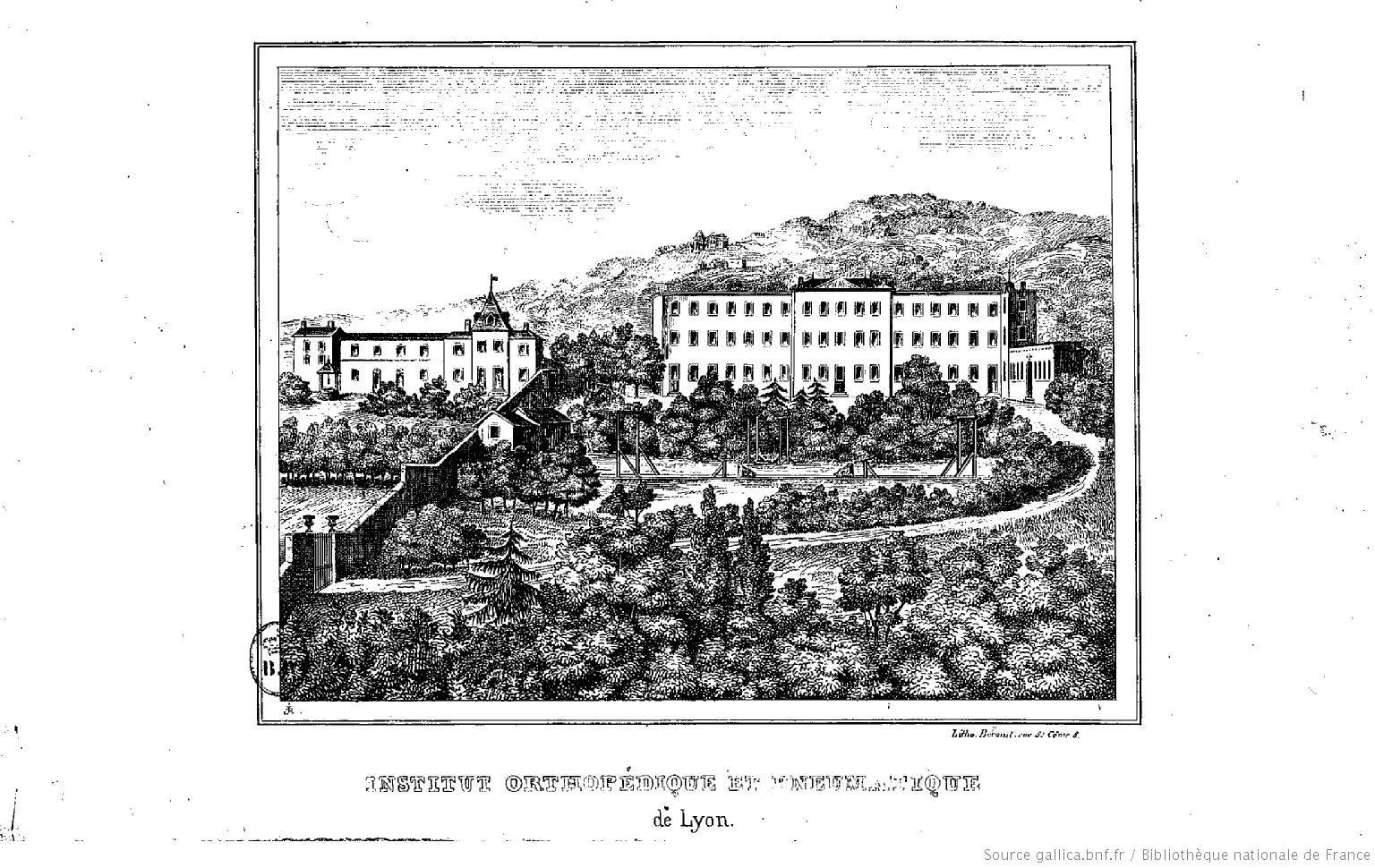
Vue de l'Institut orthopédique et pneumatique de Lyon.

Désirant injecter dans un anévrysme du perchlorure de fer coagulant, il conçoit et fait fabriquer en 1841 par les Établissements Charrière une seringue en argent de 3 cm de longueur et 5 mm de diamètre. Le piston avance en se vissant, permettant ainsi le contrôle de la quantité de substance injectée. Canules et trocart étaient en or ou platine. C. G. Pravaz n’expérimente que peu ou pas, sa seringue chez l'homme. Ce faisant, il initie tout de même la sclérothérapie des varices.
C’est le chirurgien Jules Béhier qui la dénomme « appareil ou seringue de Pravaz » et en popularise l’utilisation en Europe. L'ancêtre de cette seringue est l'instrument mis au point par le chirurgien français Dominique Anel (1679-1730) au début du XVIIIe siècle, sur le modèle des seringues à lavement (de l'italien Marco Gatenaria, puis de Reinier de Graaf). Cet instrument, beaucoup plus petit, est un tube en argent à piston coulissant, dont le corps se termine par un embout sur lequel peut être vissées différentes canules, sondes ou aiguilles.

## Membre de sociétés
Il est fait membre correspondant de l'Académie nationale de médecine en 1836. L'année suivante, il est élu membre de la Société nationale de médecine et des sciences médicales de Lyon. Il est élu membre de l'Académie des sciences, belles-lettres et arts de Lyon en 1841,. Il devient membre correspondant de l'Académie des sciences, belles-lettres et arts de Savoie, en 13 août 1847.

## Hommages
- Le lycée de Pont-de-Beauvoisin, sa ville natale, porte son nom[8].
- La rue Pravaz dans le 3e arrondissement de Lyon.
- La rue du Docteur Charles-Gabriel PRAVAZ à Sainte Foy-lès-Lyon